# Casa della Confraternita dei Battuti

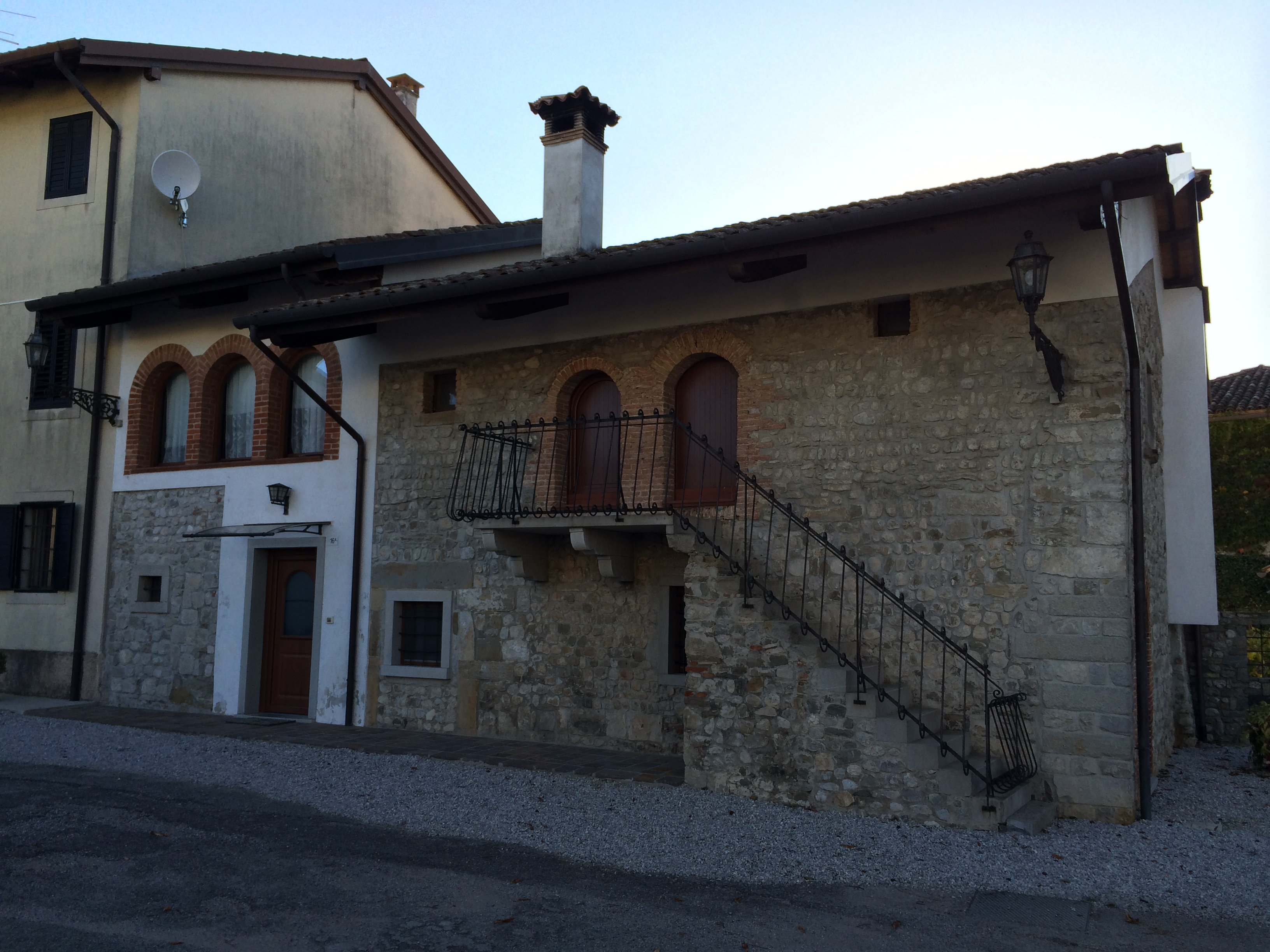
La Casa della Confraternita dei Battuti

La Casa della Confraternita dei Battuti, o anche Casa della Vicinia è un edificio di Premariacco (UD), situato nei pressi della cinquecentesca ex chiesa di San Silvestro. Fu costruito nel corso del XIV secolo come sede della Confraternita dei Battuti, la più antica di  Premariacco, risalente addirittura al XIII secolo. In paese, oltre a questa, esistevano le Confraternite del Rosario (1596) e della Madonna del Rosario (1695).
Nell'edificio si tenevano anche le riunioni della Vicinia che veniva convocata al suono della campana per discutere dei problemi della comunità sotto la guida del decano e di alcuni giurati.
La casa, che è stata restaurata di recente, è composta da due parti di diversa altezza che si sviluppano su una pianta rettangolare; le murature sono in pietra, leggermente a scarpa, con contrafforti in alcuni punti. La facciata principale, priva di simmetrie, è caratterizzata da una scala esterna in pietra con un poggiolo costituito da un monolite, sorretto da due barbacani in pietra; sul davanti si aprono due finestre arcuate ed una trifora in mattoni. 